# Carl Christian Brøchner
Carl Christian Brøchner (født 22. december 1814 i Elbæk, død 12. juni 1882 i Contrexéville, Frankrig) var en dansk grosserer, godsejer og legatstifter.
Brøchner var søn af Hans Brøchner og Ane Sophie Møller. Han var købmand og byrådsmedlem i Hull i England, ejede herregården Sutton Hall, var Ridder af Dannebrog og Dannebrogsmand. 2. april 1872 købte han af konsul Frederik H. Block Folehavegård og Rungstedgård for 275.000 Rdl.
21. juli 1876 stiftede han ved testamente C.C. Brøchners Legat, hvis renter uddeles ved juletid til 3 fattige familier i Elbæk.
8. juni 1847 blev han gift i Hamborg med Bertha Juliane Marie Milberg (11. oktober 1824 – ?).